# Belaspidia steffani
Belaspidia steffani is een vliesvleugelig insect uit de familie bronswespen (Chalcididae). De wetenschappelijke naam is voor het eerst geldig gepubliceerd in 1999 door Delvare.